# Tommaso Silvestri
Tommaso Silvestri (* 2. April 1744 in Trevignano Romano; † 7. September 1789 ebenda) war ein italienischer Priester und Pädagoge.
Er war Gründer des Istituto Statale per i Sordi in Rom.
Ebenso war er einer der Priester, die in Italien die Ausbildung für Gehörlose einführten. Zeitgenossen von ihm waren Don Tommaso Pendola und Don Ottavio Assarotti.

## Geschichte
Als zweites von zehn Kindern wurde er im Alter von 23 Jahren zum Priester geweiht und Kaplan der Kirche Santa Caterina d’Alessandria in Trevignano Romano.
Nach seiner Übersiedlung nach Rom lernte er Pasquale Di Pietro kennen, einen Konsistorialjuristen und Rektor der römischen Sapienza-Universität, der ihm die Reise nach Paris zur Gehörlosenschule des Abtes Charles-Michel de l’Epée finanzierte, wo er sechs Monate blieb, um die von diesem angewandte Methode zum Unterrichten von Gehörlosen zu erlernen. Nach seiner Rückkehr im Jahr 1785 eröffnete er in Rom im Haus von Pasquale Di Pietro die erste Gehörlosenschule Italiens.
Nach seinem Tod wurde er in seiner Geburtsstadt begraben, und erst im Jahr 1928 konnten seine sterblichen Überreste dank der Bemühungen eines von Gehörlosen gegründeten Komitees zur Förderung der Ehrungen von Abt Silvestri in der Kirche Santa Caterina beigesetzt werden.
Im September 1989 nahm Johannes Paul II. anlässlich des 200. Todestages des Abtes gemeinsam mit den italienischen Gehörlosen an den Feierlichkeiten zu dessen Gedenken teil, in deren Rahmen ihm zu Ehren auch ein Denkmal auf der Piazza Vittorio Emanuele III errichtet wurde.

## Begegnung mit Gehörlosen
Die ersten Schüler der Schule in der Via dei Barbieri 6 in Rom waren acht gehörlose Menschen, darunter einige Mädchen unterschiedlichen Alters.
Auch Abt Salvatore Sapiano aus Malta und Abt Benedetto Cozzolino aus Neapel kamen, um die Methode des Gehörlosenunterrichts zu erlernen. Später eröffnete er in seiner Stadt eine Schule für Gehörlose. Die Schule wurde auch vom Jesuiten Lorenzo Hervas y Panduro besucht, einem spanischen Linguisten und Philologen, der als einer der Väter der vergleichenden Linguistik gilt.
Die von Silvestri verwendete Methode bestand darin, Gehörlose mithilfe von Gebärden, Schrift und Sprache zu unterrichten und ihnen das Sprechen beizubringen.
Dank seines Freundes Pasquale Di Pietro ging er 1783 nach Paris, um die l’Épée-Methode zur Ausbildung von Gehörlosen nach Italien zu bringen.

## Werke
Im Jahr 1785 verfasste er die Abhandlung Della maniera di far parlare e istruire speditamente i sordi – e muti di nascita, die jedoch aufgrund des frühen Todes Silvestris unvollendet blieb.
Das Manuskript wurde 1889 von Alfonso Girolamo Donnino gefunden, der es unter dem Titel L’arte di far parlare i sordomuti dalla nascita e l’abbate Tommaso Silvestri veröffentlichte. Heute sind beide Texte zusammen mit einigen kritischen Überlegungen im Il manuale dell’abate Silvestri verfügbar. Le origini dell’educazione dei sordi in Italia, herausgegeben von Simonetta Maragna und Roberta Vasta (Bordeaux-Ausgabe, 2015).

## Bibliographie
- Il manuale dell’abate Silvestri. Le origini dell’educazione dei sordi. In: Italia, a cura di Simonetta Maragna e Roberta Vasta, Bordeaux edizioni, 2015.
- L’Istituto Statale di Roma Storia di una trasformazione, a cura di Simonetta Maragni, Edizioni Kappa 2004.
- L’arte di far parlare i sordomuti dalla nascita e l’abbate Tommaso Silvestri: memorie, Alfonso Girolamo Donnino, Armanni 1889.
- Degl’Istituti di Pubblica carità ed istruzione primaria e delle prigioni in Roma, Carlo Luigi Morichini, Vol. 2 Tipografia Marini e Compagno 1842. (Capitolo X)